# Xã Middle Paxton, Quận Dauphin, Pennsylvania
Xã Middle Paxton (tiếng Anh: Middle Paxton Township) là một xã thuộc quận Dauphin, tiểu bang Pennsylvania, Hoa Kỳ. Năm 2010, dân số của xã này là 4.976 người.